# Abraham Frank (Rabbiner)
Abraham Salomon Frank (geboren am 22. Februar 1838 in Oud-Beijerland, Niederlande; gestorben am 11. November 1917 in Köln) war ein Rabbiner.

## Leben
Abraham Frank war ein Sohn des Gelehrten Salomon Frank. Er besuchte das Gymnasium in Arnheim. Seine weitere Ausbildung erhielt er ab 1858 in Breslau am Jüdisch-Theologischen Seminar Fraenckel’sche Stiftung. Im Oktober 1860 immatrikulierte er sich auch an der dortigen Schlesische Friedrich-Wilhelms-Universität. Danach ging er an die Universität Leipzig, wo er am 6. August 1863 promovierte. Er erwarb mehrere Rabbinatsdiplome. Das erste erhielt er am 28. Januar 1866 von Zacharias Frankel, ein weiteres wurde von Moses Sachs in Komotau 1873 und ein drittes 1875 in Dresden von Wolf Landau ausgestellt.
Von 1867 bis 1872 war Frank Rabbiner der jüdischen Gemeinde in Saaz in Nordböhmen, wo er die Errichtung der am 19. März 1872 eingeweihten Synagoge Saaz vorantrieb. Im Jahre 1873 wechselte er als Rabbiner zur Kultusgemeinde Linz in Österreich, wo den Juden erst seit 1867 der Grunderwerb wieder gestattet wurde und 1870 die Israelitische Kultusgemeinde Linz gegründet wurde.
In Linz begann während Abraham Franks Tätigkeit der Bau der ersten Synagoge in Oberösterreich; sie wurde aber erst am 10. Mai 1877 eingeweiht, als Frank bereits in Salzburg arbeitete. Dort wurde er auch Matrikelführer der Salzburger Judenschaft und ab 1873 gehörte er dem Landesschulrat Oberösterreich an.

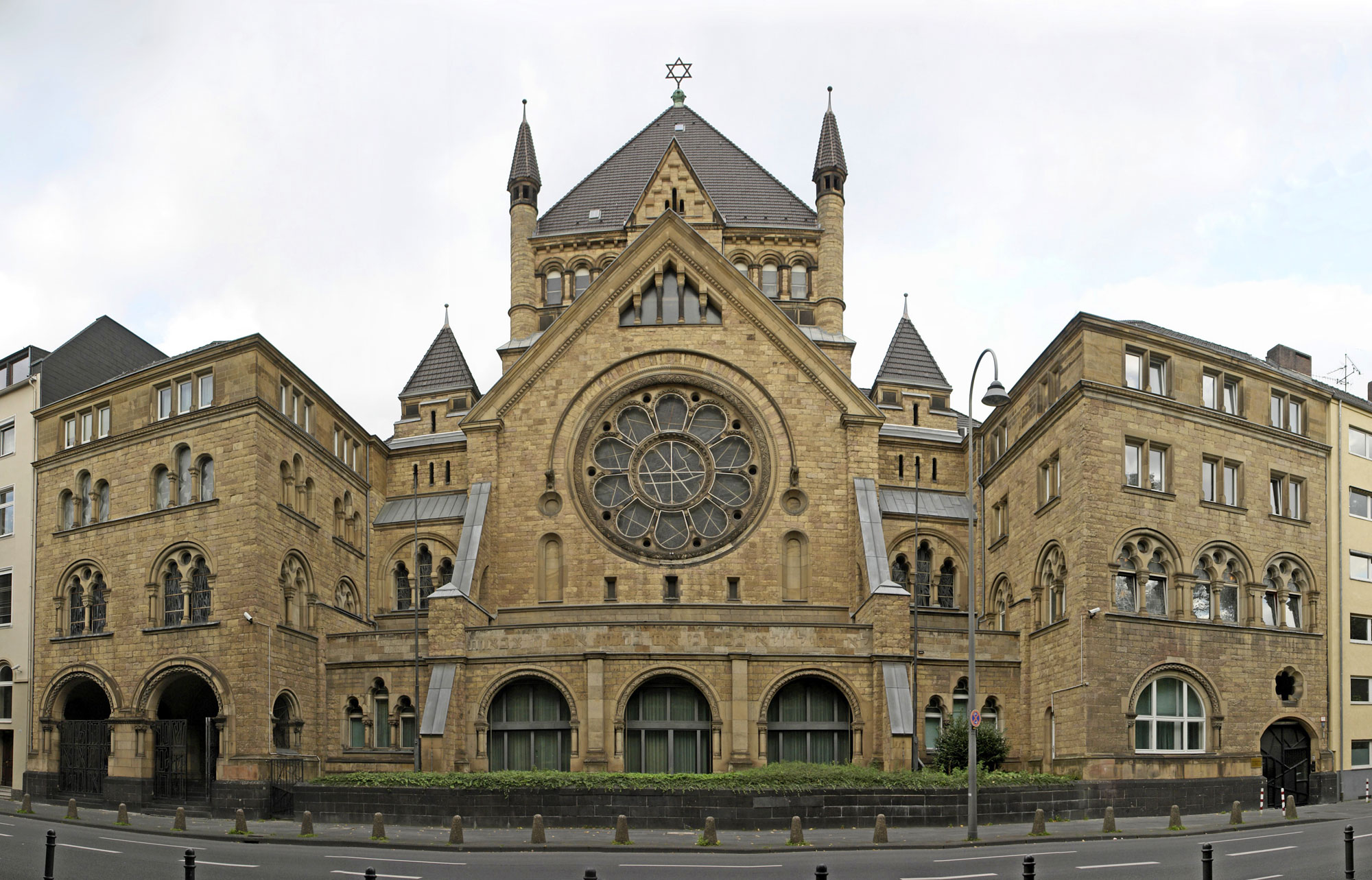
Die Synagoge in der Kölner Roonstraße

Im Oktober 1875 wurde er zum Rabbiner in Köln gewählt. Dieses Amt trat er am 29. Januar 1876 an und behielt es bis zu seinem Tod bei. Frank versuchte eine Mittlerposition zwischen Orthodoxen und Reformern einzunehmen. Die Kölner Gemeinde zählte bei seinem Amtsantritt zwischen 3000 und 4000 Mitglieder; als Frank starb, waren es etwa 12.000 bis 15.000. 1899 weihte er die Synagoge Roonstraße und das jüdische Lehrlingsheim ein. In seine Amtszeit fällt die Einführung des Orgelspiels in jüdischen Gottesdiensten durch den Gemeindevorstand der Synagoge in der Roonstraße im Jahre 1904, was Frank akzeptierte, während der konservative Rabbiner Ludwig Rosenthal fortan an der älteren Synagoge Glockengasse wirkte. Auch außerhalb Kölns wurde er zu vielen Einweihungen und Jubiläen geladen, etwa zur Einweihung der Synagogen in Hagen, Hörde und Dortmund. Abraham Frank engagierte sich in vielen sozialen Organisationen. Unter anderem war er Mitglied im Kölner Gefängnisverein und kümmerte sich um die Unterstützung für entlassene Strafgefangene.
1876 nahm Abraham Frank als Delegierter an der Tagung der Alliance Israélite Universelle in Paris teil, um über die Unterstützung der Israeliten im Orient zu beraten. Einige Jahre später übernahm er die Funktion des Rabbiners Landsberg im Zentralkomitee der Alliance, zu deren aktivsten Mitgliedern er in Deutschland gehörte. Dafür wurde ihm eine Mose-Statue als Anerkennung übergeben. Frank war auch im Rheinisch-Westfälischen sowie im Allgemeinen Rabbiner-Verband Deutschlands aktiv.
Frank war einer der Vorsitzenden des Verbandes der Vereine für jüdische Geschichte und Literatur in Deutschland; 1891 hatte er zusammen mit Max Bodenheimer den Verein für jüdische Geschichte und Literatur gegründet.
Von 1875 bis 1906 erteilte Frank israelitischen Religionsunterricht am Kölner Gymnasium in der Kreuzgasse.

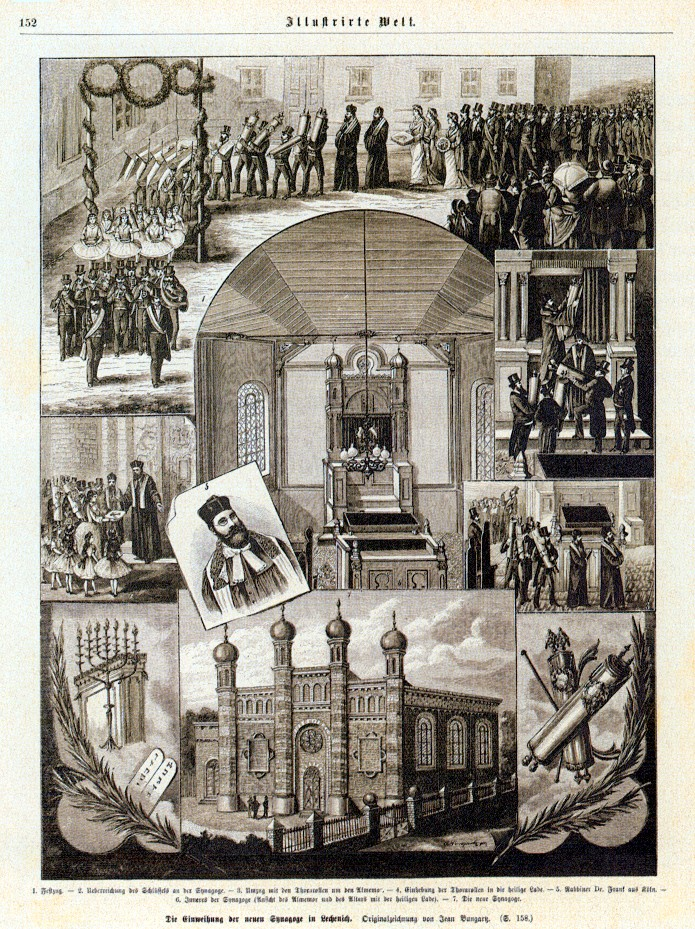
Einweihung der Synagoge in Lechenich

Das Jüdische Museum in Berlin bewahrt eine Illustration von Jean Bungartz aus der Illustrirten Welt, die verschiedene Szenen der Einweihungsfeier der Synagoge in Lechenich darstellt. Unter anderem ist dort auch Abraham Frank porträtiert, der die Synagoge am 10. September 1886 einweihte.
Am 29. Januar 1907 wurde Frank mit dem Roten Adlerorden vierter Klasse geehrt.
Abraham Frank war mit Therese Block verheiratet. Sein Sohn Heinrich (auch Heinz) Frank wurde am 21. August 1880 in Köln geboren. Heinrich Frank war Rechtsanwalt und ebenfalls im jüdischen Gemeinde- und Vereinsleben aktiv. Er wurde ins Vernichtungslager Sobibor deportiert und nach 1945 für tot erklärt.

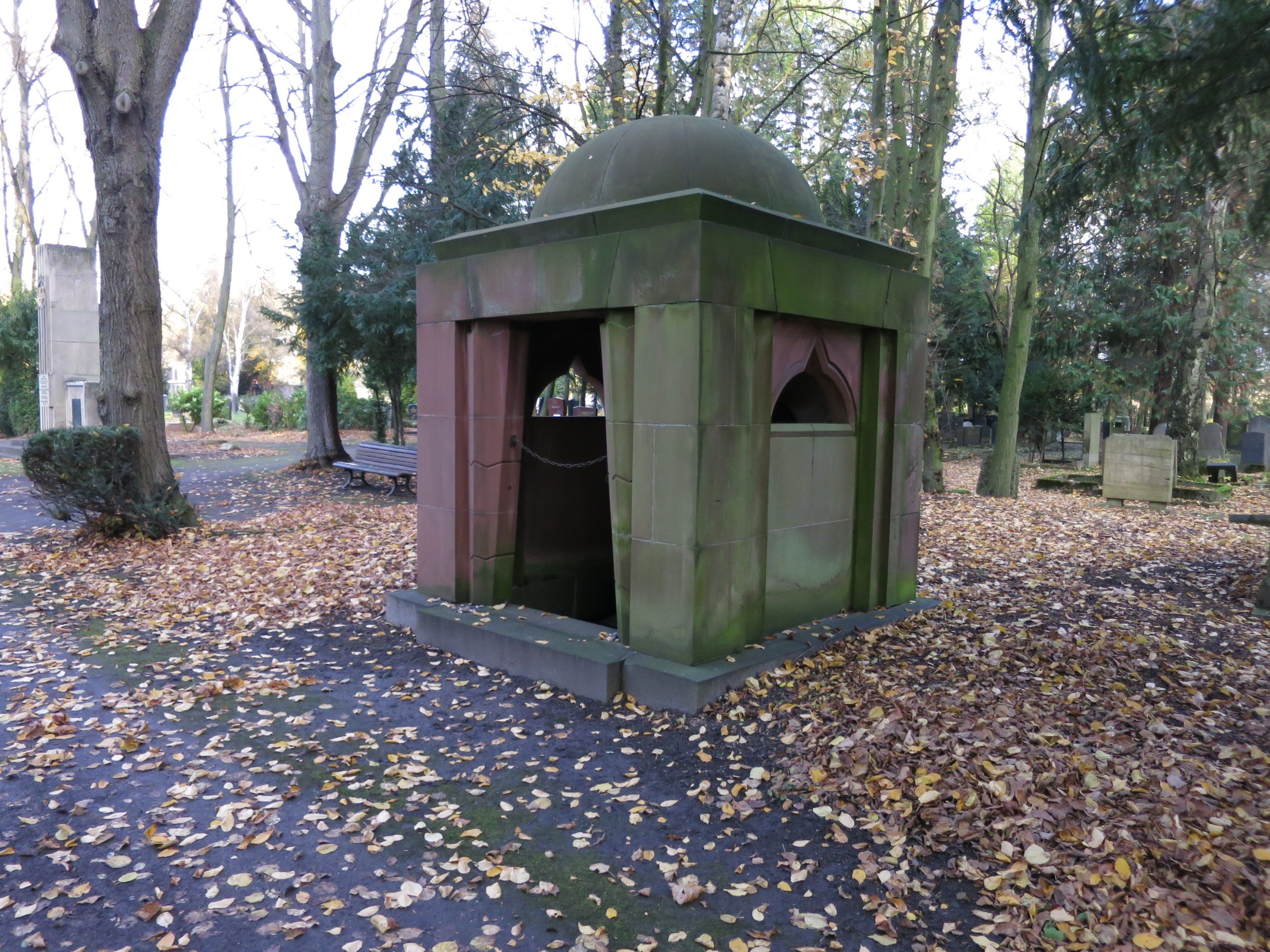
Ehrengrab von Abraham Frank

Abraham Frank ist auf dem jüdischen Friedhof in Köln-Bocklemünd begraben (Flur 22 F). Sein Ehrengrab wurde vom Bildhauer Leopold Fleischhacker entworfen.

## Abraham-Frank-Haus
Abraham Frank sammelte Geld, um ein israelitisches Waisenhaus bauen zu können. Die erste Vorsitzende der Waisenstiftung war Franks Ehefrau Therese. Das Waisenhaus wurde nach Plänen des Architekten Georg Falck in der Aachener Straße 443 errichtet und 1910 eingeweiht. Es wurde nach seinem Initiator Abraham-Frank-Haus genannt. Im Abraham-Frank-Haus wurden bis 1941 jüdische Waisenkinder betreut. Dann wurde es von SS-Leuten überfallen. Sämtliche Kinder und ihre Erzieher mussten in das jüdische Gemeindehaus in der Cäcilienstraße 18–22 ziehen. Von dort wurden sie am 20. Juli 1942 nach Minsk verschleppt und kamen in einem Konzentrationslager um. Das Haus wurde von der nationalsozialistischen „Volkswohlfahrt“ übernommen. Das Bauwerk existiert nicht mehr. An dem Nachfolgebau befindet sich eine Gedenktafel. Das Abraham-Frank-Haus war neben dem jüdischen Waisenhaus in Dinslaken die einzige Einrichtung dieser Art in der Rheinprovinz. Seit 1924 war es von Therese Wallach (geboren am 8. Mai 1895 in Linz; gestorben am 18. Oktober 1942 in Köln) geleitet worden. Diese nahm sich vor ihrer eigenen Deportation das Leben. Ein Stolperstein in der Aachener Straße 443 erinnert an Therese Wallach.

## Schriften
- Worte an der Bahre von Salomon Frank in Arnheim. Breslau 1864.
- Rede, zur Einweihungsfeier des neuen israelitischen Tempels in Saaz. Saaz 1872.
- Zwei patriotische Reden zum Vermählungsfeste Ihrer kaiserl. Hoheit der durchlauchtigsten Frau Erzherzogin Gisela mit seiner königl. Hoheit dem durchlauchtigsten Prinzen Leopold von Baiern ... Linz 1873.
- Rede gesprochen am Grabe des sel. Herrn Elias Bing. 1876.
- Rede, gesprochen am Grabe des sel. Herrn Robert Rubino. 1876.
- Rede, gehalten am Grabe des verewigten Samuel Falk in Bergheim. 1877.
- Worte, gesprochen am Grabe der verewigten Herrn Michael Goldschmidt. 1877.
- Worte, gesprochen am Grabe der verewigten Frau Betty Lehmann, geb. Leffmann. 1877.
- Rede, gehalten am Grabe des verewigten Herrn Abraham von Oppenheim. 1878.
- Rede, gesprochen am Grabe der verewigten Frau Julie Levinsohn. 1878.
- Rede, gesprochen am Grabe der verewigten Frau Jeannette Ochse, geb. Stern. 1878.
- Rede gesprochen am Grabe des seligen Herrn Pinchas Bendix in Dülmen. 1878.
- Worte, gesprochen am Grabe der verewigten Frau Helene Gottschalk, geb. Würzburger. 1878.
- Rede, gesprochen am Grabe des seligen Herrn Milius Goldstein, Factor der M. DuMont-Schauberg’schen Buchdruckerei in Köln. 1879.
- Rede gesprochen am Grabe der verewigten Frau Babette Callmann geb. Allmayer. 1879.
- Rede, gesprochen am Grabe des verewigten Max Cahen-Leudesdorf. 1879.
- Worte gesprochen im Hause und am Grabe des verewigten Herrn Seligmann Moses Frank. 1879.
- Rede gehalten am Sarge des verewigten Freiherrn Simon von Oppenheim. 1880.
- Selbstbetrachtung, ein Wort zur Judenfrage am Makkabäerfeste. 1880.
- Rede, gehalten in der Generalversammlung der „Nederlandsche Afdeeling“ der Alliance Israélite Universelle zu Rotterdam. Köln 1882.
- Festpredigt zum 25. Jahrestage des Bestehens der Synagoge in Köln. 1886.
- Gedächtnisrede, gehalten beim Trauergottesdienst zu Ehren Sr. Majestät Wilhelm I. in der Synagoge zu Köln. 1888.
- Gedächtnissrede. In: Der verehrten Familie August Rothschild, in treuer Anhänglichkeit an seinen verstorbenen Chef Herrn August Rothschild, zugeeignet von Herm. Auerbach, Köln, am Begräbnisstage. 1891.
- Rede gehalten zu Ehren des Allerhöchsten Geburtstages Sr. Maj. des Kaisers in der Synagoge zu Köln. 1893.
- Rede zur feierlichen Grundsteinlegung der zweiten Synagoge zu Köln. 1895.
- Die Schutzwehren des deutschen Reiches. Festpredigt zur Erinnerung an den 2. September 1870, beim Festgottesdienst, am Sonnabend, 31. August 1895, in der Synagoge zu Köln. 1895.
- Festpredigt, zur Wiederkehr des 100jährigen Geburtstages des hochseligen Kaisers Wilhelm I. 1897.
- Rede, gehalten bei der Gedächtnisfeier im Israelitischen Asyl für Kranke und Altersschwache in Köln, zu Ehren der verstorbenen Gönner und Wohlthäter der Anstalt. 1898.
- Die vier Parteien am roten Meere: ein Bild der Gegenwart. 1901.
- Vortrag am Chanukafeste. 1902.
- Die Culturarbeit der Alliance Israélite Universelle. (Auszug aus dem Jahresbericht 1901). Kohn & Cie., Köln [1902].
- Vortrag am Chanukafeste. In J. Gossel (Hrsg.): Populär-wissenschaftliche Vorträge. 1 (1902), S. 94–106.